# Peter Singer
Peter Albert David Singer, född 6 juli 1946 i Melbourne, är en australisk filosof och professor i praktisk etik vid Princeton University med inriktningen etiska frågor ur ett utilitaristiskt perspektiv. Singer är en av förgrundsfigurerna inom effektiv altruism-rörelsen.
Singer har haft en professur på Monash University i Melbourne, där han grundade Center for Human Bioethics. År 1996 kandiderade han som representant för The Greens till den australiensiska senaten, men blev inte invald. År 1999 flyttade han till USA då han mottog Ira W DeCamps professur i bioetik vid Princetons Center for Human Values.

## Djurens frigörelse
Boken Djurens frigörelse (1975, andra upplagan 1990, svensk översättning 1992) har kallats för djurrättsrörelsens bibel. I boken argumenterar han mot speciesism, det vill säga diskriminering av vissa varelser grundade på deras arttillhörighet. Han anser att alla varelser som är kapabla att känna smärta ska ges lika omsorg. Med det resonemanget drar han slutsatsen att användandet av djur som mat, då det inte är nödvändigt, är oförsvarbart då det ger upphov till onödigt lidande. Singer anser således att om det inte går att garantera att mat har producerats utan lidande är veganism den enda försvarbara kosthållningen. Han fördömer också djurförsök; dock anser han att ett fåtal djurförsök kan accepteras om vinsten (till exempel förbättrad sjukvård) överväger skadan djuren utsatts för.
Singer är styrelseledamot i Animal Charity Evaluators, en välgörenhetsutvärderare inom effektiv altruism-rörelsen som forskar och gör rekommendationer kring de mest kostnadseffektiva djurrättsorganisationerna och interventionerna.

## Praktisk etik
Peter Singers mest omfattande verk, Praktisk etik (först utgivet 1979, andra upplagan 1993), analyserar i detalj varför och hur varelsers intressen bör värderas. Han konstaterar att varelsernas intressen alltid ska vägas mot dess egenskaper, inte mot tillhörandet av en abstrakt grupp.

### Filosofisk grund
Singer bekänner sig i sina huvudverk till preferensutilitarismen och menar således att den handling är god som tillfredsställer flest intressen, även om han på senare år uttryckt sig stå närmare den hedonistiska varianten av utilitarism. Han grundar sin praktiska etik på R.M. Hares metaetik. 
Intresse kan ses som både behov och preferens (önskan). Alla varelser som kan känna smärta och lust har därmed också intressen, nämligen intressena att undvika smärta och uppleva lust. Alla varelser med intressen måste visas moralisk hänsyn. Det finns dock en skiljelinje mellan varelser som är blott medvetna och självmedvetna, rationella varelser. De senare kallar Singer för personer och här inkluderas de flesta människor (inte spädbarn eller svårt intellektuellt funktionshindrade) samt vissa djur. Personer bör visas större moralisk hänsyn än blott medvetna varelser eftersom personer har ett intresse av att fortsätta leva; detta intresse har ingen blott medveten varelse.
En viktig princip som Singer ansluter sig till är jämlikhetsprincipen som lyder "lika hänsyn till intressen". Inget intresse ska alltså visas mer hänsyn än något annat.

### Abort, barmhärtighetsmord och spädbarnsmord
I enlighet med Singers etiska teori i allmänhet hävdar han att rätten till fysisk integritet baseras på en varelses möjlighet att känna smärta. Rätten till liv baseras på möjligheten att planera och förutsäga sin framtid. Eftersom ofödda, spädbarn och människor med allvarlig utvecklingsstörning saknar den senare möjligheten (men inte den första) anser han att abort, spädbarnsmord utan lidande och barmhärtighetsmord kan vara försvarbara under specifika omständigheter, till exempel spädbarn med så svåra funktionsnedsättningar, att deras liv skulle orsaka lidande både för dem själva och dess föräldrar.

### Global fattigdom
I Famine, Affluence and Morality, en av Singers mest kända filosofiska essäer, hävdar han att det är oacceptabelt att vissa människor lever i överflöd medan andra svälter. Detta är också ett tema i Praktiskt etik. Singer hävdar att alla som har möjligheten att hjälpa fattiga bör donera åtminstone 10 procent av sin inkomst till fattigdomshjälp och liknande ansträngningar. I Det liv du kan rädda – Agera nu och stoppa fattigdomen (2009) nyanserar han den rekommenderade procentsatsen från 5 till stigande för dem med högre inkomster och förmögenhet. Singer resonerar så att ett ytterligare köp för att höja sin redan höga levnadsstandard istället för att hjälpa dem med låg, är en handling lika omoralisk som den att underlåta att ge en människa hjälp för att rädda dess liv. Singer donerar själv 25 procent av sin lön till bland annat Oxfam och Unicef.

### Mål och medel
I ett kapitel i Praktisk etik resonerar Singer kring ämnen som laglydighet, civil olydnad, att följa majoritetens beslut och liknande. Han menar att det finns två sorters illegalitet. Den första är civil olydnad vilket rättfärdigas av att man har befolkningsmajoriteten bakom sig och endast lagen emot sig. Den andra sorten är ett brytande mot både lagen och mot majoritetens syn. Singer menar att den senare sorten är mer problematisk än civil olydnad men att det finns fall där det kan vara berättigat att gå emot majoritetens vilja, om denna vilja klart strider mot ens egna moraliska övertygelser.

## Kritik
Singers ståndpunkt har kritiserats hårt av flera olika grupper som anser den vara en attack mot människans värdighet. Kritiken kommer bland annat från religiösa grupper och grupper som företräder personer med funktionsnedsättningar. De hävdar bland annat att Singer inte är i stånd att bedöma livskvaliteten hos personer med funktionsnedsättningar. Ståndpunkten har också jämförts med de mord som nationalsocialisterna utförde på människor som enligt dem hade "ovärdiga liv" och hans föreläsningar har vid flera tillfällen störts. Somliga hävdar att Singers utilitaristiska idéer leder till eugenik; ofta grundas dessa anklagelser på en annan tolkning av utilitarismen än den Singer och andra utilitaristiska författare har (till exempel Jeremy Bentham, John Stuart Mill, Henry Sidgwick och R.M. Hare). Singers grundläggande principer delas med dessa filosofer men hans slutsatser inom kontroversiella områden som abort, barmhärtighetsmord och spädbarnsmord är ovanliga. Detta är ett av skälen till varför just hans arbete dragit till sig så mycket uppmärksamhet.
Förespråkare för andra etiska synsätt, som deontologi och dygdetik, använder Singers arbete som ammunition mot utilitarismen. De hävdar att hans slutsatser är bevis i sig själva för att ett konsekvent etiskt synsätt leder till eugenik, spädbarnsmord och till och med försvar av tortyr under vissa omständigheter.

## I Sverige
Singer har besökt Sverige flera gånger. År 1997 hade Singer blivit inbjuden att tala inför Sveriges riksdag om djurens rättigheter men förbjöds att tala av dåvarande talman Birgitta Dahl. Det var i samband med att han var i Sverige för att besöka bokmässan i Göteborg.[källa behövs]
År 2008 bjöds dock Singer in på nytt, denna gång av Humanisterna. Han deltog då bland annat i ett panelsamtal med Georg Klein, Ann Heberlein och Christer Sturmark. Fem av Singers böcker har getts ut på svenska: Djurens frigörelse, Praktisk etik, En värld – globaliseringens etik, Hur ska vi leva? – etik i egennyttans tid och Det liv du kan rädda – agera nu och stoppa fattigdomen. 
År 2014 uruppförde Södra Latins kammarkör under ledning av Jan Risberg ett körstycke baserat på text hämtad ur Singers bok The Life You Can Save.